# You'll Never Be Alone
You'll Never Be Alone è il quinto ed ultimo singolo estratto dal secondo album della cantautrice statunitense Anastacia, Freak of Nature.

## Il video
Girato a Los Angeles, è stato il secondo video di Anastacia ad essere diretto da Mike Lipscombe. È stato successivamente incluso nel DVD The Video Collection.
Quando il video inizia, Anastacia canta in piedi davanti alla telecamera. Successivamente, si vedono lei ed il suo ragazzo abbracciarsi davanti alla casa del ragazzo. Dopo essersi salutati, lei sale in macchina e parte. Sulla strada per casa sua, dei lupi grigi attraversano la strada, causando l'uscita di strada della macchina. Dopo aver colpito un albero, lo spirito di Anastacia lascia il suo corpo per avvisare il suo ragazzo che ha avuto un incidente. Il cane del ragazzo avverte la presenza dello spirito, arrivato a casa sua, e sveglia il suo padrone: viene così guidato dallo spirito sul luogo dell'incidente, senza accorgersi della presenza dello spirito. Arrivano assieme alla macchina, dove Anastacia rientra in possesso del suo corpo e il suo ragazzo la trasporta al sicuro in braccio in un'ambulanza.

## Tracce
UK CD single
1. "You'll Never Be Alone" (Album Version) – 4:21
2. "You Shook Me All Night Long" (Live from VH1 Divas with Céline Dion) – 3:51
3. "Lord Is Blessing Me" (Anastacia Live on Stage at 6 Years Old) – 1:55
4. "You'll Never Be Alone" (Video)

European CD single
1. "You'll Never Be Alone" (Album Version) – 4:21
2. "You Shook Me All Night Long" (Live from VH1 Divas with Celine Dion) – 3:51

European CD maxi single
1. "You'll Never Be Alone" (Album Version) – 4:21
2. "You Shook Me All Night Long" (Live from VH1 Divas with Celine Dion) – 3:51
3. "Lord Is Blessing Me" (Live on Stage at 6 Years Old) – 1:55
4. "Late Last Night" (Album Version) – 4:26
5. "You'll Never Be Alone" (Video)

U.S. and European promo CD single
1. "You'll Never Be Alone" (Radio Edit) – 3:53
2. "You'll Never Be Alone" (Album Version) – 4:41

## Classifiche
| Classifica (2002/2003)            | Posizione massima |
| --------------------------------- | ----------------- |
| Austria                           | 42                |
| Belgio (Flanders)                 | 44                |
| Belgio (Wallonia)                 | 9                 |
| Paesi Bassi                       | 54                |
| Germania                          | 56                |
| Italia                            | 28                |
| Svezia                            | 34                |
| Svizzera                          | 36                |
| Regno Unito                       | 31                |
| U.S. Billboard Adult Contemporary | 28                |